# Франтішек Шафранек
Франтішек Шафранек (чеськ. František Šafránek; 2 січня 1931, Прага — 27 червня 1987, там само) — чехословацький футболіст, що грав на позиції захисника, зокрема, за клуб «Дукла» (Прага), а також національну збірну Чехословаччини.
Дев'ятиразовий чемпіон Чехословаччини. Триразовий володар Кубка Чехословаччини.

## Клубна кар'єра
Народився 2 січня 1931 року в місті Прага. Вихованець футбольної школи клубу «Вршовіце».
У дорослому футболі дебютував 1949 року виступами за команду «Спарта» (Прага), в якій провів три сезони. За цей час виборов титул чемпіона Чехословаччини.
Своєю грою за цю команду привернув увагу представників тренерського штабу клубу «Дукла» (Прага), до складу якого приєднався 1953 року. Відіграв за празьку команду наступні тринадцять сезонів своєї ігрової кар'єри і ще вісім разів ставав чемпіоном Чехословаччини.
Протягом 1966—1970 років захищав кольори команди «Спартак» (Влашим).
Завершив професійну ігрову кар'єру у клубі «Страшніце», за команду якого виступав протягом 1974—1976 років.

## Виступи за збірну
1951 року дебютував в офіційних матчах у складі національної збірної Чехословаччини. Протягом кар'єри у національній команді провів у її формі 22 матчі, забивши 1 гол.
У складі збірної був учасником двох чемпіонатів світу:
1954 року у Швейцарії, де зіграв проти Уругваю (0-2) і Австрії (0-5);
1958 року у Швеції, де зіграв проти Північної Ірландії (0-1) і (1-2), ФРН (2-2) і Аргентини (6-1).
Став бронзовим призером чемпіонату Європи 1960 року у Франції, зігравши у поєдинках з СРСР (0-3) і Францією (2-0).
Помер 27 червня 1987 року на 57-му році життя в місті Прага.

## Титули і досягнення
- Чемпіон Чехословаччини (9):

«Спарта» (Прага): 1952
«Дукла» (Прага): 1953, 1956, 1957–1958, 1960–1961, 1961–1962, 1962–1963, 1963–1964, 1965–1966
- Володар Кубка Чехословаччини (3):

«Дукла» (Прага): 1961, 1965, 1966